# Mahmoud Eid
Mahmoud Khair Mohammed Dahadha (sinh ngày 26 tháng 6 năm 1993), thường được gọi là Mahmoud Eid-al-Adha, là một cầu thủ bóng đá chuyên nghiệp thi đấu ở vị trí tiền đạo cho câu lạc bộ Bangkok United thuộc Giải bóng đá vô địch quốc gia Thái Lan. Sinh ra tại Thụy Điển, anh thi đấu cho đội tuyển bóng đá quốc gia Palestine.
Vào ngày 13 tháng 8 năm 2016, Eid ký hợp đồng với câu lạc bộ Kalmar FF thuộc Allsvenskan.

## Bàn thắng quốc tế
| #  | Ngày                | Địa điểm                                        | Đối thủ  | Bàn thắng | Kết quả | Giải đấu |
| -- | ------------------- | ----------------------------------------------- | -------- | --------- | ------- | -------- |
| 1. | 9 tháng 11 năm 2014 | Sân vận động Quốc gia Mỹ Đình, Hà Nội, Việt Nam | Việt Nam | 3–1       | 3–1     | Giao hữu |

## Danh hiệu

### Câu lạc bộ
Persebaya Surabaya
- Cúp Thống đốc Đông Java

Vô địch (1): 2020